# FMA I.Ae. 27 Pulqui

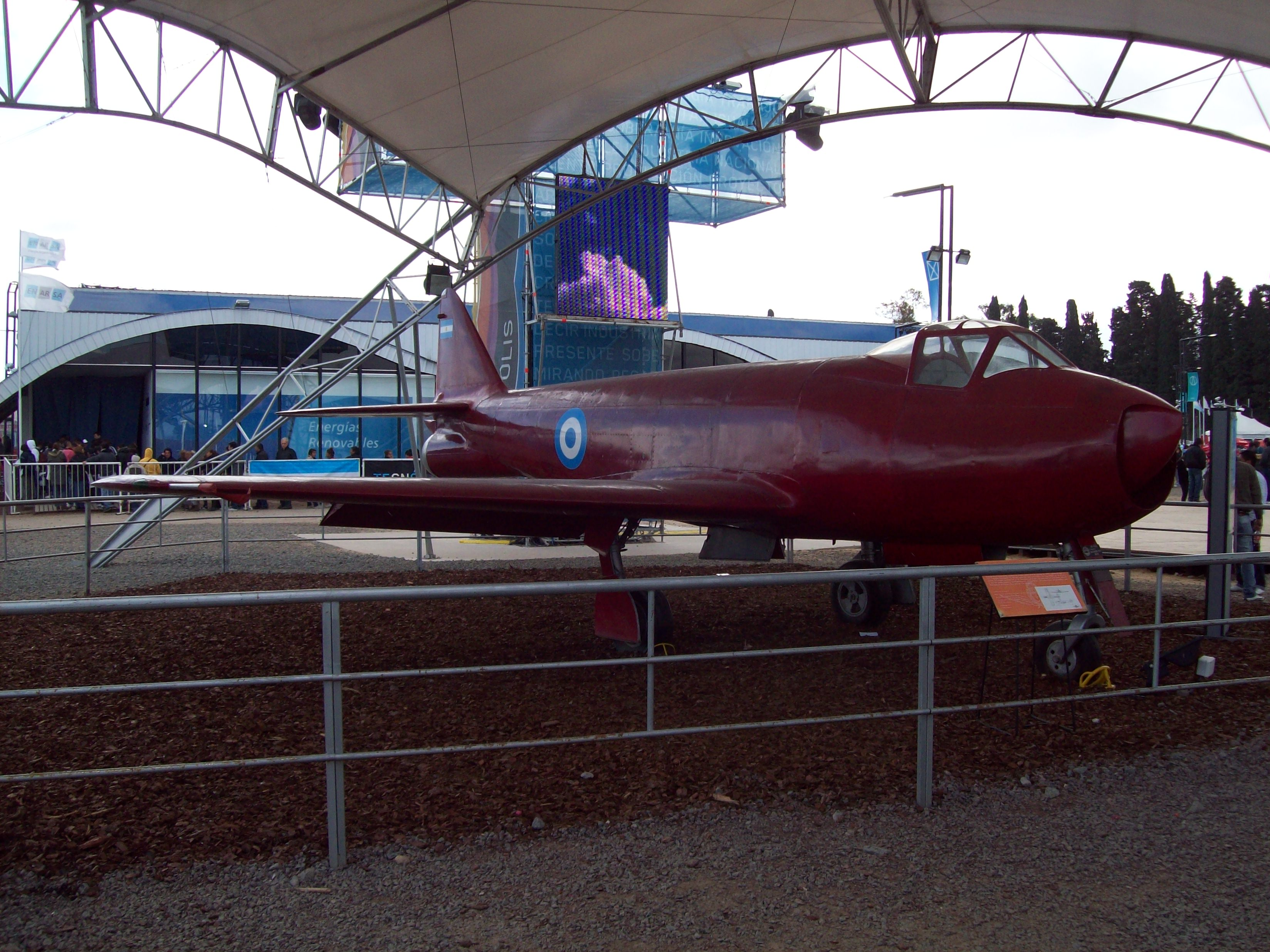
Pulqui на выставке Tecnópolis, 2011

FMA I.Ae. 27 «Пульки́» (мап. Pulqúi, «Стрела») — опытный образец истребителя, созданный компанией FMA. Первый реактивный самолёт в Аргентине и Латинской Америке. Разрабатывался по заказу ВВС Аргентины инженерами кордовского Института аэротехники во главе с эмигрантом из Франции Эмилем Девуатином. Проект был закрыт, но наработки были использованы при создании Pulqui II.

## История
В 1940-е—1950-е годы в Аргентине работало множество специалистов, сотрудничавших с нацистскими режимами Европы во время Второй мировой войны. Среди них был француз Эмиль Девуатин (фр. Émile Dewoitine), разработавший до войны серию самолётов. Девуатин по заказу правительства Перона начал разработку реактивного истребителя.

Президент Аргентины планировал при помощи иностранных специалистов создать мощную национальную авиационную промышленность. К разработке истребителя Девуатин, совместно с командой инженеров Института аэротехники — Хуаном Игнасио Сан-Мартином (исп. Juan Ignacio San Martín), Энрике Кардейльяком (исп. Enrique Cardeilhac), Чезаре Паллавичино (исп. Cesare Pallavicino) и Норберто Морчио (исп. Norberto L. Morchio), приступил в середине 1940-х годов, и 9 августа 1947 года прототип, самолета под английский ТРД Роллс-Ройс Дервент-5 под управлением лётчика-испытателя FMA немецкого происхождения Эдмундо Освальдо Вайсса (исп. Edmundo Osvaldo Weiss), совершил первый полёт. Но результаты испытаний I.Ae. 27 оставляли желать лучшего — самолёт так и не вышел на расчётные характеристики, прежде всего из за прожорливости двигателя. Работы по нему были свернуты и в Институте аэротехники сосредоточились на работе над вторым истребителем — FMA I.Ae. 33 Pulqui II, создававшегося под руководством немецкого специалиста Курта Танка.
Помимо технических причин закрытия программы главную роль сыграли экономические - ухудшающееся экономическое положение и кризис 1953 года не позволили аргентинской экономике реализовать амбициозную, но крайне дорогую программу создания собственной реактивной авиации. В дальнейшем ВВС Аргентины перешли к закупке боевых самолетов американского и французского производства.

## Конструкция
Представлял собой свободнонесущий низкоплан цельнометаллической конструкции с обычным хвостовым оперением. Крыло прямое. Шасси убираемое, трёхопорное. Бесфорсажный одноконтурный турбореактивный двигатель Rolls-Royce Derwent-5 устанавливался в хвостовой части фюзеляжа. Катапультное кресло и бортовой радиолокатор не предусмотрены.
Поскольку советский аналог двигателя Роллс-Ройс Дервент-5  - РД-500 устанавливался на серийных самолётах Ла-15, Як-23, Ла-174, то FMA I.Ae. 27 был близок к ним по своим летным характеристикам.

## Тактико-технические характеристики
Источник данных: Мировая авиация №132, Crónicas y testimonios.

Технические характеристики
- Экипаж: 1
- Длина: 9,69 м
- Высота: 3,39 м
- Площадь крыла: 19,70 м²
- Масса пустого: 2358 кг
- Максимальная взлётная масса: 3600 кг
- Масса топлива во внутренних баках: 970 кг
- Силовая установка: 1 × Бесфорсажный одноконтурный ТРД  Rolls-Royce Derwent 5
- Тяга: 1 × 16 kH !1633кГс)

Лётные характеристики
- Максимальная скорость: 720 км/ч
- Крейсерская скорость: 600 км/ч
- Практическая дальность: 900 км
- Практический потолок: 15500 м
- Скороподъёмность: 1500 м/мин.
- Нагрузка на крыло: 182кг/м2
- Тяговооружённость: 0,45
- Длина разбега: 700 м

Вооружение
- Стрелково-пушечное: 4 × 20-мм Эрликон
- Боевая нагрузка: 1242 кг